# Crown of Creation (formație)
Crown of Creation este o formație muzicală germană de gen synthpop/electronic fondată în 1985 în comunitate Adelheidsdorf, din landului Saxonia Inferioară, din Germania. Trupa synthpop Crown of Creation a fost înființată de către vocalistul Matthias Blazek și de interpreții la clape Thomas Czacharowski. În anii 90, trupa s-a lansat ceva mai complexul LP „Real Life”.
Trupa a lucrat cu Rick J. Jordan (Scooter) și producător muzical Herman Frank (Accept).

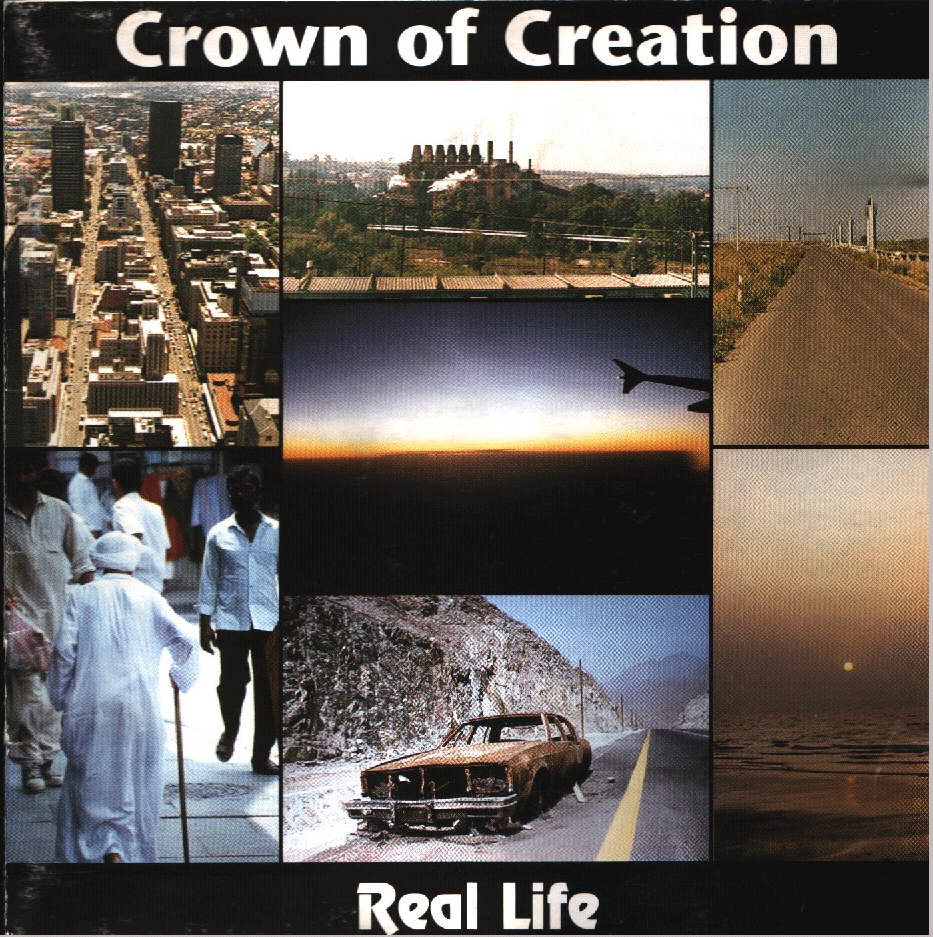
„Real Life”

### Membrii actuali
Membrii actuali ai formației sunt:
- Matthias Blazek (sintetizator)
- Thomas Czacharowski (sintetizator)

### Discografie
- Real Life (ContraPunkt) (1994)
- Crown of Creation meets Friends (auto-distributie) (1998)
- Paulinchen (conține Memory) (2001)
- Berenstark 10 (conține When Time is lost) (2003)
- Berenstark 11 (conține Friends) (2004)
- Abstürzende Brieftauben – TANZEN (conține When Time is lost) (2010)
- Maxi single Darkness in your Life (2010)
- W.I.R. präsentiert: Celle's Greatest (conține Regrets) (2011)
- Celle's Integrationsprojekt präsentiert: Made in Ce (conține Run away și Vampires in the Moonlight) (2012)
- Maxi single With the Rhythm in my Mind (2013) [2]
- Best of Crown of Creation – 30 Jahre Bandgeschichte 1985–2015 (2015)
- Maxi single Tebe pojem (2019)
- Maxi single Everlasting Love (2024)